# Stanisław Trembecki

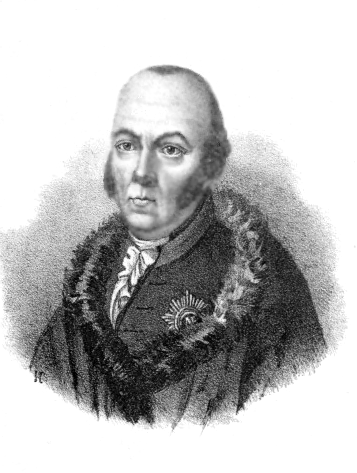
Stanisław Trembecki

Stanisław Trembecki, född 8 maj 1730, död 12 december 1812, var en polsk poet.
Trembecki blev under vistelse i Paris bekant med Stanisław August Poniatowski, som gjorde honom till kammarherre, sekreterare och hovpoet. Han var fin kännare av den latinska och franska litteraturen och utrustad med stor formell virtuositet, men förspillde sin talang på cyniska och självsvåldiga tillfällighetsdikter, som delvis förblev otryckta. Hans mest betydande verk är den idylliska epopén Sofiowka (1806), Felix Potockis slott, där han efter Polens undergång en tid vistades, med vackra naturmålningar. Hans dikter utkom 1806, 1819 och 1836.